# Pasiphila chloerata
Pasiphila chloerata là một loài bướm đêm thuộc họ Geometridae. Nó được tìm thấy ở châu Âu tới vùng Amur và Trung Á.
Sải cánh dài 17–19 mm. Con trưởng thành bay từ tháng 5 đến tháng 6. Có một lứa một năm.
Ấu trùng ăn các loài Amelanchier và Prunus (bao gồm Prunus padus, Prunus virginiana và Prunus spinosa). Ấu trùng có thể tìm thấy từ tháng 4 đến tháng 5. It overwinters as an egg.